# Jamberoo actensis
Jamberoo actensis là một loài nhện trong họ Stiphidiidae.
Loài này thuộc chi Jamberoo. Jamberoo actensis được M.R. Gray & H. M. Smith miêu tả năm 2008.